# 岡崎光治
岡崎 光治（おかざき みつはる、1935年6月26日 - 2018年12月6日）は、日本の作曲家・指揮者。日本作曲家協議会会員、日本電子音楽協会理事、仙台電子音楽協会代表、仙台作曲家集団所属、宮城県芸術協会参事、NHK仙台放送局合唱団音楽監督。常盤木学園高等学校音楽科講師。

## 経歴
- 1935年、満洲国で生まれる
- 福島県立磐城高等学校卒業。若松紀志子に音楽を学ぶ
- 東北大学工学部入学後、教育学部音楽専攻科卒業
- 東北大学男声合唱団第5代指揮者
- 専門：作曲・編曲・指揮・演奏会企画
- 仙台放送合唱団[2]
- 2018年12月6日、前立腺癌のため死去[1]

## 作曲作品
- 男声合唱組曲「心に翼を」［男声4部］ 詩：原田勇男[3]
  - −東北大学男声合唱部創立50周年記委嘱作品−
- カンタータ「魂の坑道ははてしなく」［混声4部］ 詩：原田勇男[4][5]
  - −落盤事故や「じん肺」の災害を受け、尊い命を落とした「ヤマの男たち」に捧げる鎮魂歌−
- 混声合唱組曲「幻の祭り」（詩：スズキヘキ）
- オペラ『鳴砂』
  - 第9回佐川吉男音楽賞奨励賞を受賞

## 海外公演
- 東北大学男声合唱部OB・NY公演 岡崎光治 指揮・音楽監督 岡崎光治[6]
  - 公演日時 2011年（平成23年）5月20日（金）20時～22時30分（現地時間）
  - 公演会場 ニューヨーク カーネギー大ホール（Isaac Stern Hall）

## 出版本
- ヤマの男たち 常磐じん肺裁判12年半の軌跡 鎮魂「ヤマの男たち 」(岡崎光治) 出版：常磐じん肺弁護団

## 動画
- 幻の祭り（混声合唱組曲「幻の祭り」より）作詞／スズキヘキ。岡崎光治